# Picte (monnaie)
Pour les articles homonymes, voir Picte (homonymie).
Le picte est une petite monnaie de cuivre du XIIIe et XIVe siècles à l’origine en usage dans le Poitou,, puis répandue dans les autres provinces de France dans la première moitié du XIVe siècle. Elle vaut un quart de denier, soit une demi-maille ou une demi-obole.
Elle est aussi nommée pite, poictevine, pouge ou pougeoise. 
Une version en est frappée à Paris à partir de 1329, la picte parisis, d'une valeur légèrement supérieure (une picte parisis vaut 1,25 picte).

## Étymologie
Le mot provient du latin picta. De son nom dériverait la « pitance », portion de légumes d'une valeur d'une picte, 